# Червоний лежень

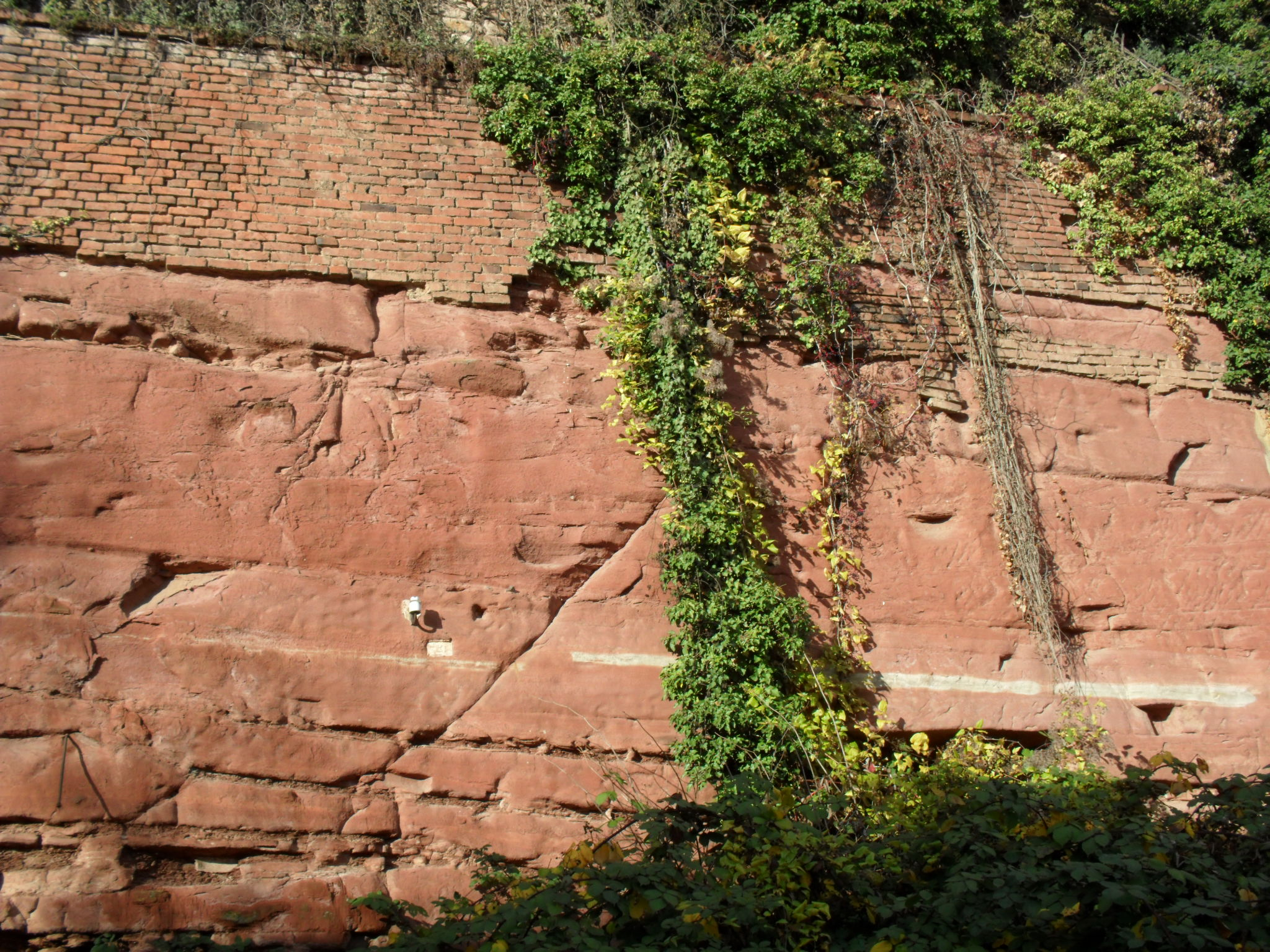
Відслонення червоного леженя в німецькому місті Бад-Кройцнах

Червоний лежень (рос. красный лежень, англ. Red Permian sandstone, нім. Rotliegendes n) — підрозділ нижнього відділу Пермської системи Західної Європи. Представлені головним чином червонокольоровими теригенними породами. Розрізняють нижній Червоний лежень (отен) і верхній Червоний лежень (саксоній).

## Формація
На значній території Пангеї, на початок Пермського періоду ще тривали останні фази Герцинського орогенезу. Одночасно локальні видовження кори сформували міжгірні низовини, такі як велика Пермська низовина, яка покривала частину сучасних Німеччини, Польщі, Данії, Північного моря, Балтійського моря та Нідерландів. Ранній розвиток низовини супроводжувався вулканізмом. Крім вулканічних відкладів, низовина заповнювалась продуктами ерозії Герцинської складчастості на південь від неї: переважно пісками та гравієм, які відкладались у сухому та теплому кліматі.

## Стратиграфія
На півночі Німеччини та в Нідерландах червоний лежень зазвичай поділяється на дві групи: нижній червоний лежень (переважно вулканічні камені: вулканічний туф та базальтові лави) та верхній червоний лежень (пісковики різної зернистості). При формуванні нижньої групи, низовина ще була невеликою і відклади були обмежені центром низовини у сучасній південно-східній частині Північного моря та північній Німеччині; ця група має дуже невелику товщину у підґрунті Данії. Верхній червоний лежень поширений на більшій території, з урахуванням збільшення площі низовини.
В Данії, червоний лежень розташований поверху лімбурзької групи пізнього карбону та нижче групи цехштейнів. Група «верхній червоний лежень» ділиться на формації Сілверпіт та Слохтерен, друга з яких є важливим природним резервуаром вуглеводнів. Німецький бентхаймський пісковик, чиє відслонення можна спостерігати в окрузі Мюнстер, є частиною формації Слохтерен.
У північній Німеччині червоний лежень продовжується з Нідерландів. В інших частинах Німеччини існують сучасні йому низовини, такі як низовини Саар-Нае, Веттерау чи Саале. Червоний лежень цих інших різних міжгірних низовин нелегко зіставити і літостратиграфія кожної низовини має свій поділ (групи та формації).